# Oratorio di San Martino ai Gai
L'oratorio di San Martino ai Gai è un edificio sacro di Castello Roganzuolo, nel comune di San Fior (provincia di Treviso), ubicato lungo la Strada statale 13 Pontebbana, all'imbocco di via Pomponio Amalteo, che conduce ai colli e alla chiesa monumentale.

## Storia
Dell'origine della vecchia chiesetta di San Martino si hanno notizie frammentarie: il primo documento che ne attesta la costruzione riporta che nel 1458 la chiesa era appena stata ricostruita in luogo di una chiesa preesistente già attestata nell'XII secolo.
Fino al XX secolo era l'edificio sacro di riferimento per i parrocchiani della zona pianeggiante di Castello Roganzuolo, ma, con l'accrescersi dei centri abitati nel secondo Novecento, ci fu bisogno di una chiesa più grande: così, per volontà del vescovo Albino Luciani nel 1963 fu sostituita dalla nuova chiesa di San Martino, dislocata a pochi metri da questa, in piazza Venezia.
Dopo alcuni decenni di abbandono, nel biennio 2015-2016 è stata oggetto di un restauro integrale. Nel 2020 è stata dotata dei banchi, trasferiti da una cappella del castello vescovile di San Martino di Vittorio Veneto.

## Descrizione

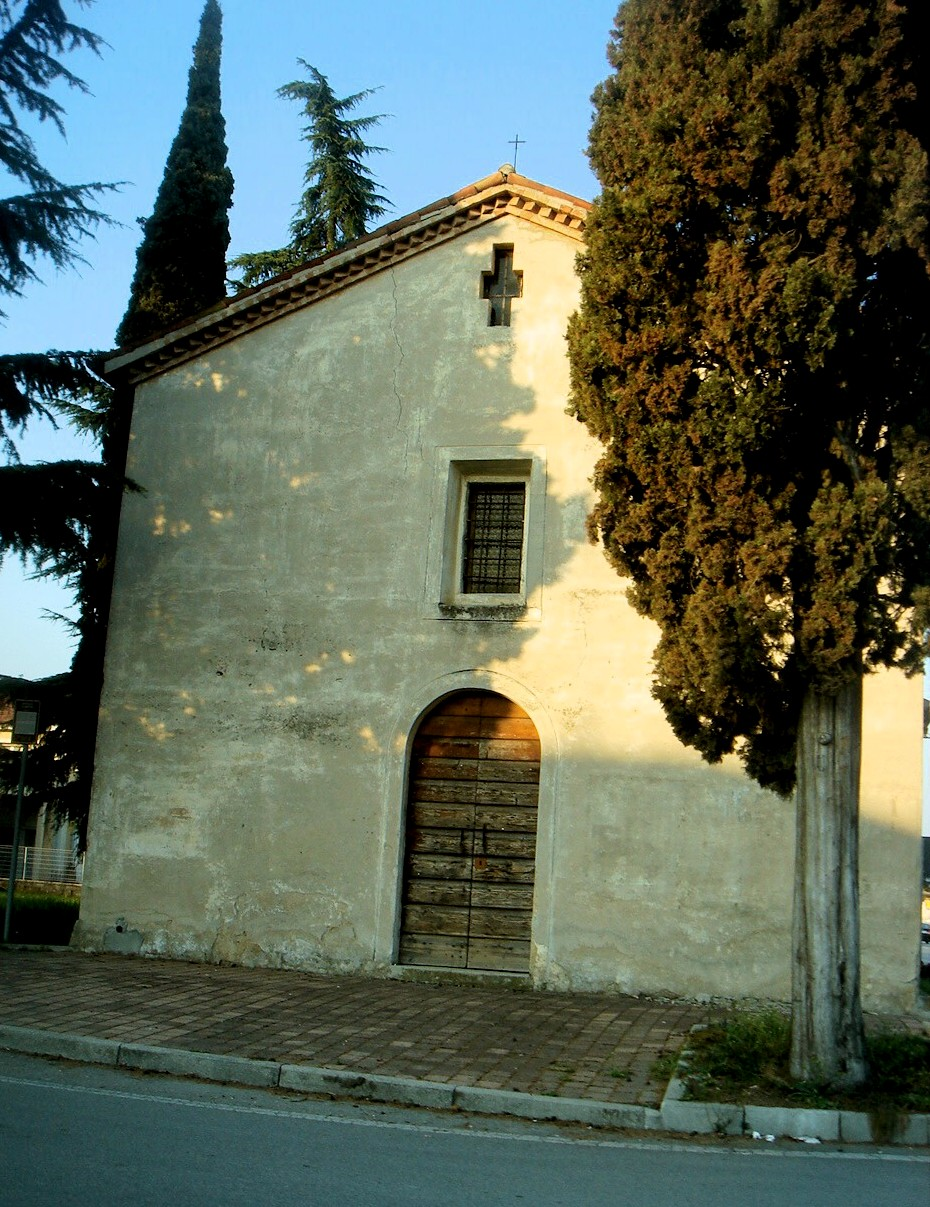
La facciata prima del restauro

La facciata a capanna presenta tre aperture: dal basso il portale a tutto sesto, una monofora rettangolare in cornice lapidea e, in alto, sotto un sottile cornicione modanato, una finestrella a forma di croce.
Sul lato destro, lungo la Pontebbana, dove sorge il piccolo campanile, una nicchia con bassorilievo negli anni quaranta fu posta in luogo della demolizione della vecchia sacrestia, avvenuta per volonta di don Angelo Munari: il bessorilievo riproduce Maria Mater Salvatoris, a protezione degli automobilisti dell'adiacente strada statale.
L'interno è un'unica navata presenta una travatura a vista e un presbiterio con due archi. Delle tele che l'arricchivano rimaneva solo quella d'altare, ora trasferita: si tratta di una pala di Pietro Antonio Novelli risalente al 1796 e rappresentante San Martino nel gesto di condividere il suo mantello con un povero ed altri santi ai lati.
Negli anni 2000, durante un sopralluogo per provvedere a dei restauri, sono state trovate tracce di un antico affresco in una parete interna.